# Uirapuru
Uirapuru (subtitulat O passarinho encantado, "L'ocell encantat") és un poema simfònic o ballet del compositor brasiler Heitor Villa-Lobos, iniciat com a revisió d'una obra anterior el 1917 i acabat el 1934. Té una durada d'uns 20 minuts.

## Història
Uirapuru es va originar com un poema simfònic de quinze minuts titulat Tédio de alvorada (Avorriment a l'alba), compost a Rio de Janeiro el 1916, on es va interpretar per primera vegada en un concert patrocinat per l'Associação Brasileira de Imprensa en benefici dels periodistes jubilats, al Teatre Municipal el 15 de maig de 1918 per una orquestra formada per 85 professors de música, dirigida per Soriano Robert. A partir de 1917, Villa-Lobos va reelaborar àmpliament i va ampliar aquesta composició en la partitura que va titular Uirapuru. No obstant això, no va ser fins que Serge Lifar i el seu conjunt van ballar els ballets Jurupari (de la música de Chôros núm. 10 ) i Amazonas el 1934, que Villa-Lobos va completar Uirapuru i la va dedicar a Lifar. Finalment, però, Lifar no va participar en l'estrena del ballet. La partitura acabada es va interpretar per primera vegada el Dia de la Revolució de Maig de l'Argentina, el 25 de maig de 1935, com un ballet coreografiat per Ricardo Nemanoff i amb l'escenografia d'Héctor Balsadúa, al Teatre Colón de Buenos Aires. L'ocasió va ser una gala en honor al president brasiler Getúlio Vargas durant una visita a l'Argentina per a la Cinquena Conferència Comercial Panamericana que va començar l'endemà. El ballet va ser ballat en aquesta ocasió per Michel Borovsky i Dora del Grande, amb l'orquestra i el cos de ballet del Teatre Colón, dirigits pel compositor. El primer concert com a poema simfònic va tenir lloc uns mesos més tard, el 6 de novembre de 1935, al Teatre Municipal de Rio de Janeiro, a càrrec de l'Orquestra Sinfônica do Theatro Municipal dirigida pel compositor. Uirapuru també va ser inclòs al programa de l'últim concert dirigit per Villa-Lobos, el 12 de juliol de 1959, a l'Empire State Music Festival de Nova York.

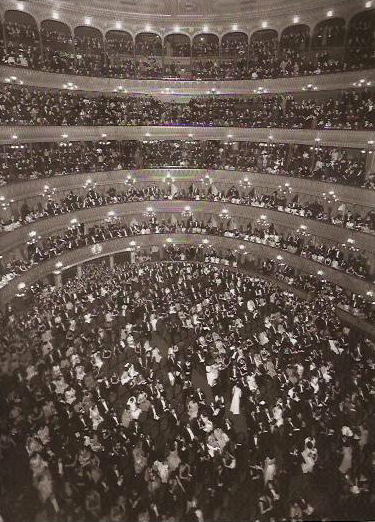
Una gala de 1935 al Teatro Colón, possiblement aquella en què es va estrenar Uirapuru

La portada del manuscrit autògraf diu "Uirapuru / (O passaro encantado)/ Bailado brasileiro"// "H. Villa-Lobos/ Rio, 1917"// "A Serge Lifar"// "(Le petit oiseau enchanté)", però porta a la seva darrera pàgina la inscripció "Fim, Rio 1917, reformado em 1934". La data de finalització de l'any 1917, també consignada al catàleg oficial de les seves obres, és improbable per dos fets: la posterior estrena de 1918 de Tédio de alvorada, i el fet que la nova partitura no es va interpretar per primera vegada fins 18 anys després, el 1935. S'ha suggerit que el compositor va donar la data anterior per tal de no ser encasellat sota la influència d'Igor Stravinsky, la música del qual va conèixer de primera mà només durant la seva primera visita europea el 1923.
D'altra banda, una pàgina d'esbós per a la composició anterior que data gairebé segurament de 1916 inclou esborranys de material només incorporats més tard a Uirapuru, en particular el "tema indi" octatònic, que suggereix que aquesta escala ja era familiar a Villa- Lobos abans del seu primer contacte amb la música de Stravinski.

## Instrumentació

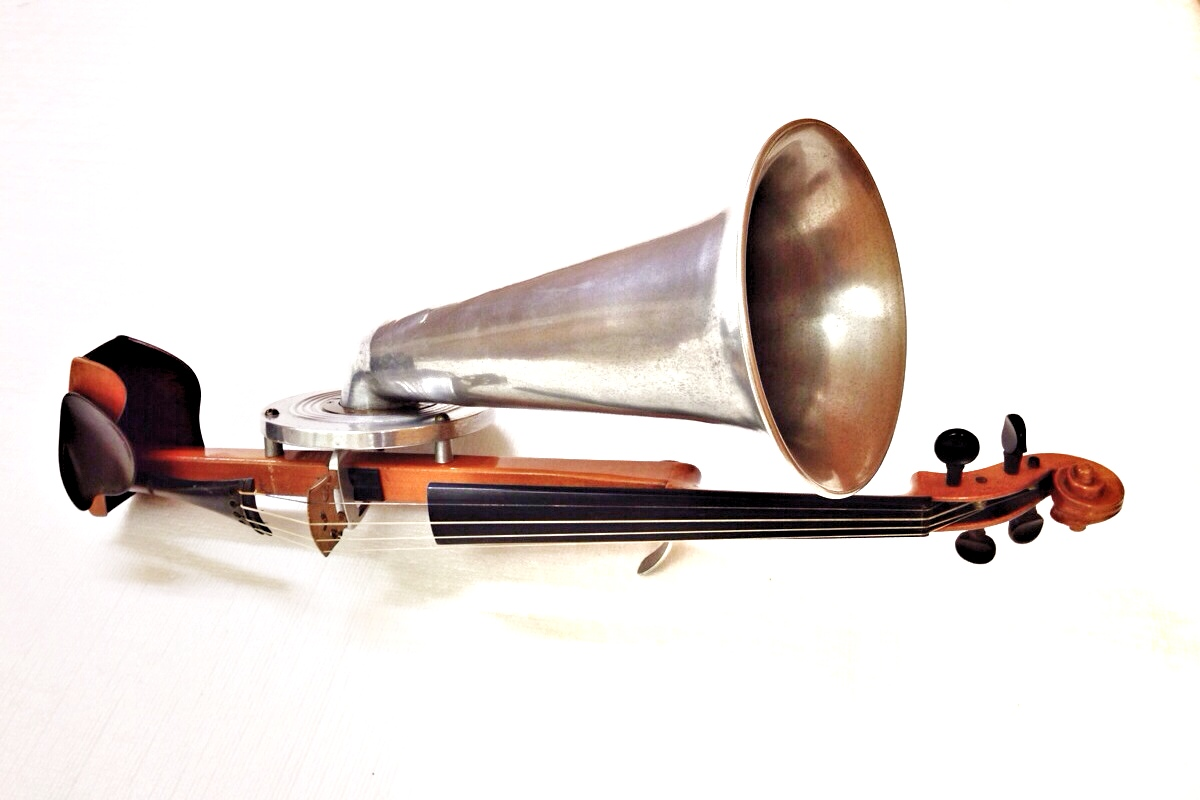
Violòfon

Uirapuru està gravat per a una orquestra formada per: flautí, 2 flautes, 2 oboès, corn anglès, 2 clarinets, clarinet baix, 2 fagots, contrafagot, saxo soprano, 4 trompes, 3 trompetes, 3 trombons, tuba, timbals, percussió (tam-tam, campanes tubulars, reco-reco, coco, floor-tom, tamborim, plats, bombo, xilòfon, celesta, glockenspiel), 2 arpes, piano, violòfon i cordes.

## Anàlisi

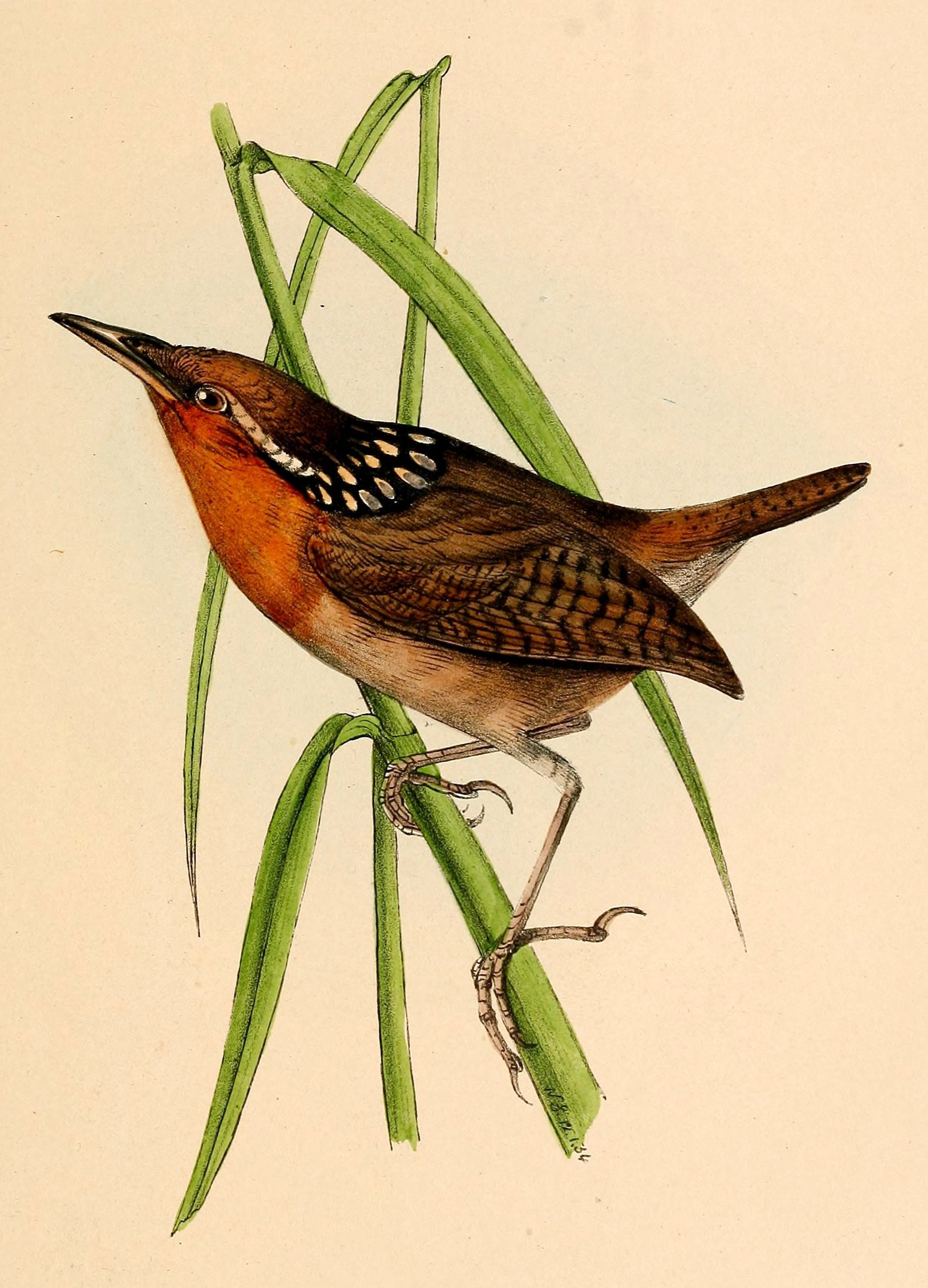
El Uirapuru

"Uirapuru" és un nom, derivat de la llengua tupí, aplicat a diversos membres de la família d'ocells Pipridae, que es troben al Brasil. L'ocell, el cant del qual Villa-Lobos va utilitzar com a tema compositiu, és el Cyphorhinus arada, l'uirapuru-verdadeiro o roig músic, també conegut com a roig d'orgue o roig de quadrilla, un ocell amb una varietat sorprenent de patrons de cant. Villa-Lobos probablement va basar el seu tema Uirapuru en una transcripció feta durant una expedició el 1849–50 pel botànic britànic Richard Spruce, i publicada el 1908.
L'obra es divideix en dues grans parts (b. 1–134 i 134–382), suggerint una forma binària (especialment amb la repetició de tota la secció A), però la forma es crea acumuladament a partir d'una successió de quinze seccions més petites temàtiques (quatre a la primera part i onze a la segona) en un context harmònic no funcional.